# PS Denzlingen
Pool und Snooker Denzlingen e.V. (kurz: PS Denzlingen, auch P&S Denzlingen) ist ein 1991 gegründeter Billardverein aus Denzlingen.

## Geschichte
Am 10. Juli 1991 wurde in Achkarren der PBC Kaiserstuhl gegründet. Im Sommer 1995 erfolgte der Umzug in das Freiburger Billardcenter Jack & Daniels, da das eigene Vereinsheim nicht mehr finanzierbar war. 1996 wurde der Verein in BSC Freiburg-Kaiserstuhl umbenannt. 2015 zog der Verein in ein eigenes Vereinsheim nach Denzlingen und änderte seinen Namen in Pool und Snooker Denzlingen.

### Poolbillard
Bereits in seiner ersten Saison gelang es dem Verein 1992 als Vizemeister der Bezirksliga in die Landesliga aufzusteigen. Nachdem man dort 1993 Vizemeister wurde, gelang es 1994 Landesliga-Meister zu werden. Der Aufstieg in die Verbandsliga wurde jedoch verpasst. Anschließend wurde der Verein 1995, 1997 und 1998 Vizemeister der Landesliga, wobei 1998 der Aufstieg in die Verbandsliga gelang, auf den 1999 der Aufstieg in die Oberliga folgte. Dort belegte der Verein in seiner ersten Saison den ersten Platz und stieg somit erstmals in die Regionalliga auf. Nachdem in der ersten Saison der zweite Platz erreicht wurde, gelang 2004 der Aufstieg in die 2. Bundesliga. Dort wurde man 2005 Fünfter und stieg 2006 als Achtplatzierter in die Baden-Württemberg-Liga ab. Anschließend stieg der Verein von 2007 bis 2009 dreimal in Folge ab, bevor er 2010 Bezirksliga-Meister wurde. 2011 und 2012 wurde die Mannschaft Meister der Landesliga und der Verbandsliga und war somit wieder in die Oberliga aufgestiegen. 2011 wurde sie außerdem durch einen 5:3-Finalsieg gegen Fortuna Berlin deutscher Pokalsieger, 2012 unterlag sie dem BC Colours Düsseldorf im Finale mit 1:5. Nachdem die Mannschaft 2013 den vierten Platz in der Oberliga erreicht hatte, stieg sie 2014 erneut in die Verbandsliga ab und schaffte ein Jahr später den direkten Wiederaufstieg.

#### Platzierungen
| Saison    | Liga (Spielklasse)               | Platz |
| --------- | -------------------------------- | ----- |
| 1991/92   | Bezirksliga (7)                  | 2     |
| 1992/93   | Landesliga (6)                   | 2     |
| 1993/94   | Landesliga (6)                   | 1     |
| 1994/95   | Landesliga (6)                   | 2     |
| 1995/96   | Landesliga (6)                   |       |
| 1996/97   | Landesliga (6)                   | 2     |
| 1997/98   | Landesliga (6)                   | 2     |
| 1998/99   | Verbandsliga (5)                 |       |
| 1999/2000 | Oberliga (4)                     | 1     |
| 2000/01   | Regionalliga (3)                 | 2     |
| 2001/02   | Regionalliga (3)                 |       |
| 2002/03   | Regionalliga (3)                 |       |
| 2003/04   | Baden-Württemberg-Liga (3)       | 1     |
| 2004/05   | 2. Bundesliga Süd (2)            | 5     |
| 2005/06   | 2. Bundesliga Süd (2)            | 8     |
| 2006/07   | Baden-Württemberg-Liga (3)       | 8     |
| 2007/08   | Oberliga Süd (4)                 | 8     |
| 2008/09   | Verbandsliga West (5)            | 7     |
| 2009/10   | Bezirksliga Ortenau-Breisgau (7) | 1     |
| 2010/11   | Landesliga West (6)              | 1     |
| 2011/12   | Verbandsliga Süd (5)             | 1     |
| 2012/13   | Oberliga Baden-Württemberg (4)   | 4     |
| 2013/14   | Oberliga Baden-Württemberg (4)   | 7     |
| 2014/15   | Verbandsliga Süd (5)             | 1     |
| 2015/16   | Oberliga Baden-Württemberg (4)   | 4     |
| 2016/17   | Oberliga Baden-Württemberg (4)   |       |

### Snooker
Die Snooker-Mannschaft wurde 2006 Dritter der Oberliga. Ein Jahr später stieg sie als Oberliga-Meister in die Baden-Württemberg-Liga auf, in der sie 2008 Vizemeister wurde und 2009 den vierten Platz belegte. Anschließend wurde der Verein zwei Mal Fünfter in der Oberliga, die inzwischen den Platz der aufgelösten Baden-Württemberg-Liga einnahm. 2012 erreichte die Snooker-Mannschaft den vierten Platz in der Oberliga. Nachdem man 2013 als Sechster den Abstieg nur knapp verhindern konnte, belegte man 2014 erneut den vierten Platz.

#### Platzierungen
| Saison  | Liga (Spielklasse)             | Platz |
| ------- | ------------------------------ | ----- |
| 2005/06 | Oberliga Süd (4)               | 3     |
| 2006/07 | Oberliga Süd (4)               | 1     |
| 2007/08 | Baden-Württemberg-Liga (3)     | 2     |
| 2008/09 | Baden-Württemberg-Liga (3)     | 4     |
| 2009/10 | Oberliga Baden-Württemberg (3) | 5     |
| 2010/11 | Oberliga Baden-Württemberg (3) | 5     |
| 2011/12 | Oberliga Baden-Württemberg (3) | 4     |
| 2012/13 | Oberliga Baden-Württemberg (3) | 6     |
| 2013/14 | Oberliga Baden-Württemberg (3) | 4     |
| 2014/15 | Oberliga Baden-Württemberg (3) | 5     |
| 2015/16 | Oberliga Baden-Württemberg (3) | 6     |
| 2016/17 | Oberliga Baden-Württemberg (3) |       |